# Knoldselleri
Knoldselleri (Apium graveolens var. rapaceum) (engelsk: celeriac, tysk: Knollensellerie) er en variant af vild selleri, som er nært beslægtet med bladselleri. Begge bruges som grøntsager. Det er normalt den store knold, der anvendes i madlavningen, men bladene kan bruges som suppevisk.

## Oprindelse
Knoldselleri er gennem kultivering afledt af vild selleri (apium graveolens), der gror i middelhavslandene. I Danmark dyrkedes allerede i 1300-tallet knoldselleri.

## Skadedyr og sygdomme
Bladlus, gulerodflue og selleri-minerfluen er de hyppigste skadedyr i knoldselleri. De kan bekæmpes via insektnet mod fluerne og deres larver og ved at optimere forholdene for bladlusens fjender.
Gulerodsfluens larver spiser af roden, som de også gør i gulerødder. Selleri-minerfluen minerer bladene, så de bliver gennemsigtige.
Knoldselleri kan få gule bladrender, hvis planten mangler magnesium. Mørke plette, hule knolde og brune sprækkede stængler kan være tegn på, at planten mangler bor..

## Brug i madlavningen
Knoldselleri bruges hyppigst kogt i supper skåret ud i små stykker,[kilde mangler] men kan også spises rå – fx i salater. Revet og blancheret selleri kan bruges til den velsmagene selleriremoulade. En anden anvendelse er selleribøf, der er skiver af knoldselleri, paneret i æg og rasp og stegt på panden.

## Fodnoter
1. ↑  Dansk Landbrugsrådgivning om dyrkning af knoldselleri (Webside ikke længere tilgængelig)
2. ↑  "Begynderhaven – Haven på nettet om knoldselleri". Arkiveret fra originalen 19. januar 2012. Hentet 28. december 2011.